# Candal (Lousã)
A aldeia do Candal dista 10 km da Lousã e encontra-se na Serra da Lousã, na vertente ocidental da serra onde é refrescada pela Ribeira do Candal. A maioria das construções da aldeia dispõe-se na encosta exposta a nascente, outras dispõem-se ao longo das outras encostas, todas convergindo para um mesmo ponto onde também se encontram as linhas de água. Estrategicamente colocada junto à EN236, que liga Lousã ao ponto mais alto da Serra (Trevim, 1204m) e a Castanheira de Pera, visitantes são uma vista comum nesta aldeia e onde são recompensados de uma belíssima vista sobre o vale depois de subirem as suas ruas inclinadas. Esta aldeia está incluída no Sítio de Importância Comunitária Serra da Lousã – Rede Natura 2000. Integra a União de freguesias de Lousã e Vilarinho.

## Etimologia
O nome Candal poderá estar associado à arte de trabalhar a pedra. “Cantar a pedra” poderá ter originado “candar” e depois Candal, ou seja, o local onde se canta a pedra.

## História
A história desta aldeia é comum às histórias das restantes quatro Aldeias do Xisto do concelho da Lousã. A fixação da população nestas aldeias serranas terá ocorrido a partir da segunda metade do séc. XVII ou pelo início do séc. XVIII. Até então a ocupação seria apenas sazonal, na primavera e verão, nomeadamente relacionada com actividades pastorais. O certo é que o Candal demonstra um exemplo típico de apropriação do território pelo homem, ou seja, atendendo às irregularidades do terreno, a disposição das edificações seguiu um método lógico tendo em vista o assegurar das exposições solares e facilitar os acessos.
Em 1911 viviam na aldeia 129 pessoas mas mesmo com a emigração para os Estados Unidos da América na década de 1920, em 1940 a aldeia atingiu o máximo de 201 habitantes. As actividades da população seriam a Pastorícia, fabrico de carvão e uma agricultura de subsistência, que depois foram seguidas por ocupações como plantadores aquando da florestação da serra e como cantoneiros da estrada que a atravessa.

## Festividades
- Festa da Música e Festa de Natal